# Солгутовський Леонід Ізрайлович
Солгутовський Леонід Ізрайлович (1925—2002) — учитель, автор книг, на теми краєзнавства, лауреат обласної премії ім. В. Ястребова, засновник музею 5-ї гвардійської танкової армії.

## Біографія
Солгутовський Леонід Ізрайлович народився в селі Хащувате Гайворонського району Кіровоградської області., де пройшло його дитинство і закінчив 9 класів місцевої середньої школи. На початку Великої Вітчизняної війни був евакуйований в Оренбурзьку область, де в 1942 році закінчив Ак-Булакську середню школу. Деякий час працював учителем математики та старшим піонервожатим.
З січня 1945 по березень 1950 року перебував в лавах Радянської Армії. Брав участь у боях на Південно-Західному та 3-у Українському фронтах. Пройшов шлях від східних районів Донбасу до Австрійських Альп. Ветеран Великої Вітчизняної війни. Був тричі поранений. Нагороджений 18 урядовими нагородами. Брав участь у Параді Перемоги 24 червня 1945 році в Москві.
Закінчив Вінницький педагогічний інститут (історичний факультет) та Московський заочний університет з курсу музичної літератури.
З 1950 по 1996 рік працював учителем історії. Був завучем Козавчинської семирічки та Хащуватської середніх шкіл.
В 1975 році створив музей 5-ї гвардійської танкової армії, якому присвоєне звання Народний. Нагороджений знаками «Відмінник народної освіти СРСР», «Відмінник народної освіти УРСР». Йому присвоєно звання старшого вчителя, вчителя-методиста, вчителя вищої категорії.
За створення музею та видання книги «Гайворонщина в роки Великої Вітчизняної війни» Леонід Солгутовський 18 травня 1999 року отримав обласну краєзнавчу премію ім. В.Ястребова.
Пішов із життя Леонід Солгутовський 13 січня 2002 року. Посмертно він був удостоєний премії ім. Антоновича.

## Наукова діяльність
Солгутовський Леонід все своє трудове життя займався краєзнавчими пошуками, фактично науково-дослідною роботою в межах свого краю. Брав участь у підготовці і написання книги «Історії міст і сіл УРСР. Кіровоградська область». Працював у багатьох архівах: у Кропивницькому, Вінниці, Києві, Москві, Кам'янці-Подільську, Ленінграді.
Написав історію села Хащуватого; разом із старшим науковим співробітником обласного музею П. Кизименком — історію Гайворонського району. Розкрив події періоду звільнення Гайворонщини від фашистських окупантів у книзі «Гайворонщина в роки Великої Вітчизняної війни». Дослідив політичний, економічний і культурний розвиток краю з XVII до початку XXI століття, що виклав у роботі «Нариси історії Гайворонщини». Опублікував працю «Кріпосне право на Гайворонщині». Всього має близько 300 публікацій.
Ще одне захоплення: все життя Леонід Ізрайловича пов'язане з музикою. Ще до війни він створив оркестр народних інструментів, який брав участь у республіканських олімпіадах.
У 50-х роках кілька разів побував на семінарах самодіяльних композиторів при Одеській консерваторії, де його твори були відібрані для публікацій. Протягом 36 років керував у школі оркестром народних інструментів, який став лауреатом республіканського фестивалю дитячої та художньої творчості. За роки роботи в школі створив інструментальні ансамблі гітаристів, гармоністів, домбристів, скрипалів, троїстих музик.

## Пам'ять
13 червня 2002 року на честь Леоніда Солгутовського названий провулок в селі Хащувате.